# Sergio Modón
Sergio Exequiel Modón (San Rafael, Mendoza, Argentina; 25 de junio de 1992) es un futbolista argentino que se desempeña como defensor lateral aunque también puede jugar como volante por derecha o volante por izquierda. Su club actual es San Martín de Burzaco de la Primera B Metropolitana de Argentina.

## Biografía
Se inició en Monte Coman de San Rafael, lo vio Mac Allister en prueba en el Polideportivo de Mendoza, estuvo un año en Deportivo Mac Allister.
Llegó a Estudiantes de la mano de Alejandro Marcelo Russo, cuando este cumplía el rol de coordinador de las divisiones menores. A pesar de ser derecho suele jugar como mediocampista por izquierda.

## Clubes
| Club                    | País           | Año            | Partidos | Goles |
| ----------------------- | -------------- | -------------- | -------- | ----- |
| Estudiantes (LP)        | Argentina      | 2011 - 2013    | 12       | 1     |
| Aldosivi                | Argentina      | 2013 - 2014    | 13       | 0     |
| Independiente Rivadavia | Argentina      | 2014 - 2015    | 16       | 1     |
| Atlético Paraná         | Argentina      | 2015           | 4        | 0     |
| Brown (Adrogué)         | Argentina      | 2024           | 0        | 0     |
| Talleres (RdE)          | Argentina      | 2024 - 2025    | 10       | 0     |
| San Martín (Burzaco)    | Argentina      | 2025 - Act.    | 0        | 0     |
| Marcador Total          | Marcador Total | Marcador Total | 55       | 2     |